# Bremen Firebirds Cheerleader
Die Bremen Firebirds Cheerleader (BFC) sind ein Cheerleader-Verein aus Bremen.

## Geschichte
Gegründet wurden 1992 die Bremen Firebirds Cheerleader (BFC) als Abteilung des ASC Bremen Firebirds. Der Verein hat mehrere Teams. Eins davon ist der BFC Firestorm. Der BFC Firestorm wurde 1998 gegründet und ist das Senior Coed Team der Bremen Firebirds Cheerleader. 2015 schaffte es das Team, Deutscher Vizemeister zu werden. Sie sind amtierender Europameister im Senior Mixed Cheer und 2015 sicherten sie sich den sechsten Platz bei der Weltmeisterschaft.
Der Firestorm XS ist seit 2016 das Allgirl U14 Team. Das Team erreichte 2012, 2014 und 2015 als U14 Coed den Titel Deutscher Meister. 2013 wurde der Firestorm XS – Coed U14 Deutscher Vizemeister. Der Gewinn der Deutschen Meisterschaft im Jahre 2016 als Allgirl Team, gehört zu den größten Erfolgen des Teams. Der Firestorm XS ist außerdem an der Sideline, der Birds of Prey, beim American Football zu sehen.  Der BFC Firestorm hat sich durch die WM-Teilnahme 2015, den Platz auf der Deutschen Cheerleading Meisterschaft 2016 gesichert.
Die Wings of Fire sind das Jugend Coed Team U17 der Bremen Firebirds Cheerleader. Mit neun Deutschen Meistertiteln und der Europameisterschaft von 2000 und 2015, sind sie das erfolgreichste Jugend Coed Team Deutschlands. Neben dem wöchentlichen Training unterstützen die Wings of Fire die Jugendfootballer der Firebirds an der Sideline.
Das jüngste Team der Bremen Firebirds Cheerleader sind die XS-Minies im Pee Wee Cheer. 2013/2014 haben die XS-Minis an der Landesmeisterschaft teilgenommen sowie an den Cheermasters in Lemgo. Den ersten großen Erfolg erzielten sie auf der Cheertrophy in Wolfenbüttel, dort erreichten sie Platz 2 im Peewee Level 1.
Seit 2016 gibt es ein neues Team der Bremen Firebirds Cheerleader, das BFC-Lite. Das Team belegte den zweiten Platz im Deutschland Ranking und hat sich die Teilnahme an der Deutschen Cheerleading Meisterschaft in Dresden gesichert.

## Erfolge

### Deutsche Meisterschaften 1999–2003
Das Team errang von 1999 bis 2003 die Deutsche Meisterschaft (Gold) in der Disziplin Wings of Fire U17 Coed.

### Deutsche Meisterschaften 2012
- Wings of Fire U17 Coed – Gold
- Firestorm XS U14 Coed – Gold

### Deutsche Meisterschaften 2013
- Wings of Fire U17 Coed – Gold
- Firestorm XS U14 Coed – Silber

### Deutsche Meisterschaften 2014
- Firestorm XS U14 Coed – Gold

### 2015
Deutsche Meisterschaft
- Firestorm XS – Gold
- Wings of Fire – Gold
- BFC Firestorm – Silber
- Yassi & Kai-Uwe – Gold

Europameisterschaft
- Wings of Fire – Gold
- BFC Firestorm – Gold
- Yassi & Kai-Uwe – Silber

Weltmeisterschaft
- Team Germany – 6. Platz
- Yassi & Kai-Uwe – 10. Platz

### 2016
Deutsche Meisterschaft
- Firestorm XS Allgirl – Gold
- Wings of Fire – Gold
- BFC Firestorm 4. Platz
- BFC Lite 6. Platz
- Yassi & Kai-Uwe 5. Platz
- BFC Reckless 7. Platz

Landesmeisterschaft
- Firestorm XS Allgirl – Gold
- Wings of Fire – Gold
- BFC Lite - Gold
- Senior Coed GS – Bronze
- Senior All Girl GS – 4. Platz

## Aktivitäten
Neben dem wöchentlichen Training stehen die Bremen Firebirds Cheerleader an der Sideline, um die Football-Teams, der Bremen Firebirds, bei ihren Spielen anzufeuern. Auch bei Handball- und Basketballspielen in der 2. Bundesliga haben die Bremen Firebirds Cheerleader von dem Spielfeldrand aus Stimmung gemacht. Die BFC veranstalten regelmäßig Tryouts, um neue Talente ins Team aufzunehmen.

## Ehrungen
- Als Mannschaft wurden die BFC Evil Fire Dancer 2012  Landessportler des Jahres in Bremen.
- Als Anerkennung für ihre Erfolge durften sich die Bremen Firebirds Cheerleader in das Goldene Buch der Stadt Bremen eintragen. Bürgermeister  Carsten Sieling empfing die Bremen Firebirds Cheerleader im April 2016 im Bremer Rathaus und sagte: „Ich freue mich, dass Sie Bremen so engagiert und erfolgreich im Cheerleading vertreten“[1].